# 艾倫·庫爾特
艾倫·庫爾特（英語：Allen Coulter）是一位美國電視劇和電影導演，被認為對許多成功的電視節目有成就。他曾執演了兩部電影，《驚殺荷里活》講述關於喬治·李維的可疑之死，主演是艾哲倫·保迪、黛安·蓮恩和賓·艾佛力，以及2010年電影《驚動了愛情》。
庫爾特出生於得克薩斯州的大學城。他去德克薩斯州大學學習戲劇執導，其後他搬到紐約去追求他的電影職業生涯。

## 電影作品
- 《驚殺荷里活》（Hollywoodland，2006年）
- 《驚動了愛情》（Remember Me，2010年）

## 電視節目
- 《Monsters（英语：Monsters (TV series)）》（1989年）
  - 第21集："All in a Day's Work"
  - 第25集："The Face"
- 《X檔案》（The X-Files，1993年）
  - 第5季－第17集："All Souls"
- 《Millennium（英语：Millennium (TV series)）》（1996年）
  - 第2季－第2集："Beware of the Dog"
  - 第2季－第14集："The Pest House"
  - 第2季－第17集："Siren"
- 《色慾都市》（Sex and the City，1998年）
  - 第2季－第1集："Take Me Out to the Ballgame"
  - 第2季－第2集："The Awful Truth"
  - 第2季－第3集："The Freak Show"
  - 第2季－第4集："They Shoot Single People, Don't They?"
  - 第2季－第5集："Four Women and a Funeral"
  - 第3季－第17集："What Goes Around Comes Around"
  - 第3季－第18集："Cock-A-Doodle-Do"
  - 第4季－第3集："Defining Moments"
  - 第4季－第4集："What's Sex Got to Do With It?"
- 《人在江湖》（The Sopranos，1999年）
  - 第1季－第5集："College（英语：College (The Sopranos)）"
  - 第1季－第12集："Isabella（英语：Isabella (The Sopranos)）"
  - 第2季－第1集："Guy Walks into a Psychiatrist's Office...（英语：Guy Walks into a Psychiatrist's Office...）"
  - 第2季－第7集："D-Girl（英语：D-Girl (The Sopranos)）"
  - 第2季－第8集："Full Leather Jacket（英语：Full Leather Jacket）"
  - 第2季－第12集："The Knight in White Satin Armor（英语：The Knight in White Satin Armor）"
  - 第3季－第1集："Mr. Ruggerio's Neighborhood（英语：Mr. Ruggerio's Neighborhood）"
  - 第3季－第6集："University（英语：University (The Sopranos)）"
  - 第3季－第8集："He Is Risen（英语：He Is Risen (The Sopranos)）"
  - 第4季－第1集："For All Debts Public and Private（英语：For All Debts Public and Private）"
  - 第5季－第5集："Irregular Around the Margins（英语：Irregular Around the Margins）"
  - 第5季－第11集："The Test Dream（英语：The Test Dream）"
- 《身前身後》（Six Feet Under，2001年）
  - 第1季－第8集："Crossroads"
- 《權慾帝都：羅馬》（Rome，2005年）
  - 第1季－第5集："The Ram has Touched the Wall（英语：The Ram has Touched the Wall）"
  - 第2季－第2集："Son of Hades（英语：Son of Hades）"
- 《法網裂痕》（Damages，2007年）
  - 第1季－第1集："Get Me a Lawyer（英语：Get Me a Lawyer）"
- 《律政風雲》（Law & Order，2008年）
  - 第18季－第1集："Called Home"
- 《飆風不歸路》（Sons of Anarchy，2008年）
  - 第1季－第1集："Pilot"（與Michael Dinner（英语：Michael Dinner）聯合執導）
- 《護士當家》（2009年）
  - 第1季－第1集："Pilot"
- 《Law & Order: LA（英语：Law & Order: LA）》（2010年）
  - 第1季－第1集："Hollywood（英语：Hollywood (Law & Order: LA)）"
- 《Rubicon（英语：Rubicon (TV series)）》（2010年）
  - 第1季－第1集："Gone in the Teeth"
- 《酒私風雲》（Boardwalk Empire，2010年）
  - 第1季－第7集："Home（英语：Home (Boardwalk Empire)）"
  - 第1季－第11集："Paris Green（英语：Paris Green (Boardwalk Empire)）"
  - 第2季－第7集："Peg of Old"
  - 第2季－第11集："Under God's Power She Flourishes"
  - 第3季－第7集："Sunday Best"
  - 第3季－第11集："Two Impostors"
  - 第4季－第3集："Acres of Diamonds"
  - 第4季－第6集："The North Star"
  - 第4季－第11集："Havre de Grace"
  - 第5季－第2集："The Good Listener"
- 《紙牌屋》（House of Cards，2013年）
  - 第12集："Chapter 12"
  - 第13集："Chapter 13"
- 《傳世》（Extant，2014年）
  - 第1集："Re-Entry"
- 《黑膠時代》（Vinyl，2016年）
  - 第1季－第2集："Yesterday Once More"
  - 第1季－第7集："The King and I"
  - 第1季－第10集："Alibi"

## 外部連結
- Allen Coulter在互联网电影资料库（IMDb）上的資料（英文）